# Бургомістренко Анатолій Іванович
Анато́лій Іва́нович Бургомі́стренко — капітан I рангу в запасі, колишній начальник розвідувального управління Військово-Морських Сил Збройних Сил України.

## Біографія
1992 року закінчив училище сухопутних військ у Києві.

## Нагороди та відзнаки
За особисту мужність і високий професіоналізм, виявлені у захисті державного суверенітету та територіальної цілісності України, вірність військовій присязі, відзначений — нагороджений
- орденом Данила Галицького (3.7.2015)